# Alex Blias
Alex Blias es un actor australiano, conocido principalmente por haber interpretado a Skid Pannas en la serie Always Greener y a Chris Poulos en la serie australiana Home and Away. 

## Carrera
En el 2000 apareció como invitado en la serie médica All Saints donde interpretó a Jack, más tarde apareció de nuevo en la serie ahora en el 2004 donde interpretó a Nick Mullins durante el episodio Feet of Clay.
En el 2001 apareció en varios episodios de la serie Always Greener donde interpretó a Skid Pannas hasta el 2003.
En el 2001 apareció como invitado en la popular serie australiana Home and Away donde interpretó a Chris Poulos, el hermano de Leah (Ada Nicodemou) hasta el 2002, Alex regresó como invitado en el 2009
En el 2010 dio vida a Ashtray Frank en un episodio de la serie Underbelly: The Golden Mile.

## Filmografía

### Series de televisión
| Año               | Serie                       | Personaje          | Notas                          |
| ----------------- | --------------------------- | ------------------ | ------------------------------ |
| 2016              | Hyde & Seek                 | Ali King           | 2 episodios                    |
| 2012              | Event Zero                  | Suit               | -                              |
| 2010              | Underbelly: The Golden Mile | Ashtray Frank      | episodio "The Good Lieutenant" |
| 2009              | My Place                    | Baba               | 2 episodios                    |
| 2001 - 2002, 2009 | Home and Away               | Chris Poulos       | 9 episodios                    |
| 2001 - 2003       | Always Greener              | Mark "Skid" Pannas | 6 episodios                    |
| 2002              | Life Support                | -                  | episodio # 2.1                 |
| 2000              | All Saints                  | Jack               | 2 episodios                    |

### Películas
| Año  | Título                       | Personaje | Notas                                                                                      |
| ---- | ---------------------------- | --------- | ------------------------------------------------------------------------------------------ |
| 2012 | Last Testament               | -         | corto                                                                                      |
| 2011 | Light                        | Jack      | corto - junto a Adam Hatzimanolis, Magdalena Stamos & Sarah Mawbey                         |
| 2009 | Dark Horse                   | Louise    | corto - junto a Alin Sumarwata, Xavier Fernández, Jai Koutrae, Shane C. Rodrigo & Haiha Le |
| 2006 | Making Fantastic Short Films | Bobby     | -                                                                                          |
| 2004 | Get Rich Quick               | Spike     | junto a Jason Clarke, Michelle Besnard, Aaron Arvela & Alasdair Liddle                     |
| 1999 | Spank                        | Lapdog    | junto a Mario Gamma, Robert Mammone, Checc Musolino & Marco Venturini                      |

### Asistente de producción
| Año  | Película     | Notas                           |
| ---- | ------------ | ------------------------------- |
| 2012 | Mother's Day | corto - asistente de producción |

### Teatro
| Año        | Obra                      | Personaje | Director (a)  | Teatro            | Notas                                                                           |
| ---------- | ------------------------- | --------- | ------------- | ----------------- | ------------------------------------------------------------------------------- |
| 2007       | The Tangled Garden        | -         | Carlos Gomes  | Sidetrack Theatre | junto a Gusjur Mahesa, Maryam Suprabe & Dedi Warsana                            |
| 2007       | Seven Pirates             | -         | Don Mamouney  | Riverside Theatre | junto a Ben Adam, Adam Hatzimanolis, Chris Pickard & Ben Wood                   |
| 2006       | It's A Father!            | -         | Don Mamouney  | Sidetrack Theatre | junto a Adam Hatzimanolis, Victoria Karozis & Panda Likoudis                    |
| 2005, 2006 | It's A Mother!            | -         | Don Mamouney  | Sidetrack Theatre | junto a Adam Hatzimanolis, Victoria Karozis & Panda Likoudis                    |
| 2002       | Parthenon Air             | -         | Don Mamouney  | Sidetrack Theatre | junto a Adam Hatzimanolis, Nicholas Papademetriou, Costa Pinakis & Toula Tzoras |
| 2002       | Conversation              | -         | Louise Hall   | Newton Theatre    | junto a Jack O'Rourke                                                           |
| 2001       | All in the Timing         | -         | Rebecca Kypri | Sidetrack Theatre | junto a Jennifer Gal                                                            |
| 2001       | The Uncle from Australia  | -         | Don Mamouney  | Sidetrack Theatre | junto a Adam Hatzimanolis, Fontini Papadopoulos, Costa Pinakis & Sarah Vassallo |
| 1999       | The Courtyard of Miracles | -         | Rodney Fisher | Playhouse Theatre | junto a Adam Mattaliano & John Trutwin                                          |